# Deltona
Deltona è un comune (city) degli Stati Uniti d'America, nella Contea di Volusia, nello Stato della Florida.
La città, a metà strada tra Orlando e Daytona Beach, è nata nel 1962 come un complesso residenziale per pensionati (community retirement).

## Amministrazione

### Gemellaggi
- Sanford, dal 2012